# Акопян, Эдгар Степанович
Эдга́р Степа́нович Акопя́н (Акобя́н) (29 ноября 1981, Ереван, Армения) — эстрадный скрипач, композитор, продюсер, актёр,солист Международного центра искусств «Русский симфонический оркестр им. С. С. Прокофьева», обладатель Гран-при II Московского международного фестиваля-конкурса детского и юношеского художественного творчества «Открытая Европа» и статуса «Национальное Достояние» (2008).

## Биография

### Семья. Детство. Первые занятия музыкой
Родился в Ереване в армянской семье. Отец — Акопян Степан Самвелович — звукооператор в Арм Концерте (Армина). Мать — Гаспарян Жанна Самвеловна — дирижёр хора, долгое время работала в Республиканском центре эстетического воспитания (г. Ереван).
Мать оказала большое влияние на музыкальное и эстетическое воспитание будущего артиста. Эдгар — старший ребёнок в семье. Мальчик рос в творческой обстановке. В доме часто звучала классическая музыка и лучшие образцы западного эстрадного искусства, что формировало у ребёнка широкий музыкальный кругозор и любовь к разножанровой музыке. Отец много ездил с гастролями и брал сына с собой, а мама водила его на свои классные концерты.
Именно мать, мечтая о карьере классического скрипача для сына, настояла на том, чтобы Эдгар начал занятия на инструменте. Родители приняли решение отдать сына в музыкальную школу в 1988 году, как только ему исполнилось шесть. Это время оказалось тяжёлым для Армении: катастрофическое землетрясение, военные действия. В сложившейся ситуации выбирать место учёбы было практически невозможно. Сначала мальчик поступил в музыкальную школу имени А. Тиграняна, но по стечению обстоятельств был переведён в музыкальную школу имени Айкануш Даниелян, которая находились на другом конце города от родительского дома. Стеснённая в средствах семья (как практически все жители Армении в этот период) не могла позволить себе покупку фортепиано, и ребёнок не имел возможности полноценно заниматься музыкальной грамотой. Спустя какое-то время, Эдгар вернулся в первую школу, которую и в итоге окончил. Однако в четвёртом классе мысли забросить музыку часто посещали будущего артиста. Тогда юного скрипача увлекали совершенно другие вещи. В этот период в Армении были глобальные проблемы с электричеством, и к двенадцати годам Эдгар уже был полноценным электриком. Процесс добычи электричества волновал его гораздо больше музыки. Изобретательный юноша ежедневно прятал скрипку недалеко от дома и, прогуливая занятия музыки, отправлялся с друзьями в «свободное плаванье». Узнав об этом от школьных учителей, мама взяла процесс обучения под личный контроль, и вскоре Эдгар с успехом окончил музыкальную школу.

### Профессиональное образование
Большого стремления продолжать занятия у выпускника не было, но оказалось, что после окончания общеобразовательной школы он осознал, что главное его умение, приобретённое за годы учёбы, — это игра на скрипке. «Я скрипач. Я не могу взять в руки оружие.» — решил юноша и, в преддверии наступления призывного возраста, поступил в Армянский государственный педагогический университет имени Хачатура Абовяна на факультет эстетического воспитания. Во времена студенчества Эдгар всерьёз увлёкся игрой в КВН. На фоне популярности знаменитой команды «Новые армяне», Клуб весёлых и находчивых стал для местной молодёжи эталоном и вершиной светской жизни. Это было время последнего в Армении русскоговорящего поколения, которое играло в КВН. За 15 дней до выпускных экзаменов в университете, утром 6 ноября 2000 года, никого не предупредив, сел в самолёт и улетел в Москву. Это решение оказалось судьбоносным в жизни артиста.

### Начало пути
Столица встретила молодого музыканта в лучших традициях. К тому моменту отец уже имел в столице небольшой бизнес — пекарню. Убедив сына, что музыкой семью не прокормить, предложил ему внедриться в семейный бизнес. Год Эдгар работал в пекарне отца: упаковывал хлеб, выпекал пряники, делал глазурь, контролировал продажи на торговых точках. Казалось, что с карьерой скрипача покончено, но парень всё равно продолжал заниматься в свободное время и мучительно искал выход из положения.
Близилось знаменательное для Армении событие — 1700 лет с момента принятия христианства государственной религией. Воодушевлённый желанием внести свой культурный вклад, Эдгар позвонил в посольство Армении и предложил своё участие в качестве скрипача в культурной программе по случаю предстоящего события.
Так музыкант оказался в Армянском эстетическом центре «Звартноц» под управлением Анжелы Степанян при посольстве Армении и вновь вернулся к творческой деятельности.
В рамках культурной программы Центра, Эдгар начал обширную концертную деятельность, выступал на национальных праздниках в разных городах России. В этот же период в Москве музыкант вновь создаёт команду КВН, которая называлась «Престижные армяне», которая впоследствии соединилась с командой «Армянский проект» (Ереван).
Именно бескорыстное рвение играть в КВН послужило связующей нитью, которая привела музыканта к следующему этапу творчества. В 2003 году, в составе своей команды, Эдгар был приглашён на вечер празднования 75-летия знаменитого армянского композитора Арно Бабаджаняна в Государственном центральном концертном зале «Россия». Там скрипач познакомился с организаторами столичных светских мероприятий. С той же командой КВН музыкант оказался приглашённым гостем в элитном казино, где для себя и своих друзей, в качестве забавы, Эдгар сыграл на скрипке. На следующее утро он получил приглашение — три вечера скрипичной музыки в казино за приличный гонорар. Следом поступил звонок от Михаила Шуфутинского с предложением записать скрипичную партию в его новом альбоме «Наколочка». С этого периода Эдгар принял твёрдое решение, что скрипка — главное дело его жизни: возобновил систематические и упорные самостоятельные занятия музыкой, ходил на мастер-классы, советовался с лучшими музыкантами города, ночами просматривал концерты великих скрипачей в интернете.

### One violin story
Желание творить усиливалось с каждым днём. Эдгар начал сочинять музыку. В скором времени он записал свой первый скрипичный альбом «Silk Way», в который вошли авторские экспериментальные композиции на основе армянской мелодики. Выхода в свет альбом так и не получил, и был раздарен близким и друзьям. Однако эта работа стала подспорьем для создания новой серьёзной пластинки. В 2003 году совместно с аранжировщиком Арменом Попяном, скрипач записывает альбом «One violin story»: десять эклектичных авторских треков в армянском и европейском стиле, где этномелодика соединилась с городской песней и приёмами классической школы. Долгое время музыкант не мог подписать контракт ни с одной из звукозаписывающих компаний. В то время ничего подобного на российском рынке аудиопродукции ещё не было. В конечном итоге, Эдгару удалось заключить договор с ООО «Гранд Рекордс», но с определённым условием: из-за ярко выраженной кавказской внешности, на обложке диска не должно было быть ни его портрета, ни фамилии. К тому же, гонорар, на который рассчитывал скрипач, пришлось существенно урезать. Тем не менее, вскоре альбом «One violin story» появился на прилавках музыкальных магазинов страны, а в отзывах критиков его называли «качественным отечественным аналогом Ванессы Мэй»
«С тех пор я часто неожиданно встречал свои композиции. Например, я мог включить телевизор и увидеть шоу, в котором звучала моя музыка», — вспоминает скрипач. От предложений «открыть» или «закрыть» какое-либо крупное престижное мероприятие не было отбоя. Вскоре после выхода альбома, Эдгар выступил на торжестве по случаю юбилея компании Rambler в Концертном зале «Культурный центр МГУ», по приглашению режиссёра Феликса Михайлова.
В 2005 году Эдгар получает Гран-При II Московского международного фестиваля-конкурса детского и юношеского художественного творчества «Открытая Европа» в Москве (в категории «Профи — до 30 лет»). Музыканты из пятнадцати стран мира бились за главный приз — мировой гастрольный тур. Получив высшую награду, Эдгар так и не использовал этот шанс, так как выехать за пределы России он не мог из-за сложностей с документами. Приз победителя составили памятная медаль и телевизор в подарок.
В том же 2005 году случилась ещё одна судьбоносная встреча, положившая начало большой творческой дружбе. На одном из светских торжеств музыкант познакомился с любимицей публики, певицей Любовью Успенской. Певица была очарована виртуозной игрой скрипача и предложила Эдгару совместный гастрольный тур в качестве специального гостя программы. Сначала артист играл 2-3 авторских сочинения в концерте, а позже родилась и дуэтная композиция «Скрипач» (муз. и сл. Н. Новосадович). С тех пор Эдгар не раз сотрудничал со звёздами отечественного шоу-бизнеса. Например, в 2008 году совместно с певцом, пианистом и композитором Дмитрием Маликовым, в рамках проекта «Пианомания», был реализован инструментальный дуэт Sand&FIRE — трилогия, в которой объединились европейская и армянская мелодика.
В 2008 году Эдгар выходит на новый уровень и записывает ещё один альбом «In Tranzit». В альбом вошли шедевры мировой популярной классической музыки, армянские, еврейские и восточные мотивы, несколько авторских композиций продюсера Кирилла Иванченко и пр. Пластинка увидела свет на лейбле RMM (Russian Music Maker), аранжировщиком альбома стал Натан Дани. Работа была выполнена на высокопрофессиональном уровне — альбом специально был отправлен на сведение в одну из лучших студий Лондона, благодаря чему в 2009 году продавался в iTunes — как целиком, так и по трекам.
В 2011 году Эдгар, в качестве посла XXVII Всемирной Летней Универсиады 2013, в составе делегации из Казани, отправился в город Шэньчжэнь (Китай) на церемонию передачи флага.
Благодаря долгой дружбе с известным спортивным агентом и продюсером Ари Закаряном, внушительная часть творческой деятельности в жизни Эдгара связана с фигурным катанием. Уже много лет подряд, каждый сезон музыкант вместе с именитыми фигуристами отправляется в турне «Stars on Ice» («Звёзды на льду») по северу Италии. В рамках концертной программы скрипач не только аккомпанирует фигуристам «живьём», преимущественно исполняя авторские композиции, но и имеет сольный инструментальный номер. В 2010 году в горнолыжном курорте Оберстдорф (Германия) Эдгар выступал в ежегодном предновогоднем представлении «Gala Oberstdorf», в котором принимали участие чемпионы фигурного катания со всего мира. В 2010 году под авторскую музыку Эдрага выступали знаменитые фигуристы Сара Майер и Бриан Жубер.
В 2014 году во время зимней олимпиады в Сочи, в рамках Культурной олимпиады, в доме Органной и камерной музыки состоялся и сольный концерт Эдгара. Кстати, именно в его исполнении звучала композиция «Oblivion» Astor Piazzolla во время произвольной программы Аделины Сотниковой (золотой медалистки в женском одиночном катании). Во время Гала-концерта олимпийских чемпионов в ОК «Лужники» Эдгар, совместно с Оркестром Михаила Яниса, аккомпанировал выступлению не только Аделины, но и серебряных призёров в танцах на льду, канадцев Скотта Мойра и Тессы Вирту.
Эдгара всегда увлекали смежные области искусства, в которых музыка обретает визуальные формы: театр, цирк, кинематограф и пр. В апреле 2014 года скрипач осуществил интересный проект с легендарным отечественным клоуном Олегом Поповым — гастрольный тур по городам Германии (Дрезден, Дюссельдорф, Neus, Трир и др). Пробовал себя музыкант и в качестве актёра, исполнив роль скрипача в пьесе «Реинкарнация» Заслуженной артистки РФ Евдокии Германовой в Государственном театре Киноактёра. Эдгар уже успел проявить себя и как театральный композитор (музыка к спектаклю «Реинкарнация»), и в жанре киномузыки (автор саундтреков к телесериалу «Вне игры», «Спешите любить», «Последнее лето»).
В профессиональной биографии артиста выступления на таких концертных площадках, как Государственный Кремлёвский дворец, Государственный центральный концертный зал «Россия», Московский международный Дом музыки, Дворцовая площадь (Санкт-Петербург) и др. Сегодня Эдгар Акопян активно выступает как сольно, так и в составе всевозможных творческих проектов, занимается композиторским творчеством, размышляет о роли в кино и театре. Выступил в качестве музыкального продюсера мюзиклов на льду Татьяны Навки «Руслан и Людмила», «Аленький цветочек», а также юбилейных концертов Любовь Успенской.
Эдгар Акопян женат на солистке арт-группы «Сопрано Турецкого» певице и скрипачке Ивете Роговой. В октябре 2015 года у супругов родилась дочь Эдита.
C 2017 года музыкальный продюсер ледовых шоу " Руслан и Людмила", "Аленький Цветочек", "Спящая Красавица и легенда двух королевств", "Лебединое озеро" Татьяны Навки

## Интересные факты
1. Дедушка Эдгара по материнской линии в детстве занимался на скрипке, но после эмиграции из Сирии в Армению его занятия прекратились. Младшая сестра артиста тоже училась скрипичному мастерству, но после одиннадцати лет занятий оставила музыку.

2. На первом экзамене в музыкальной школе имени Айкануш Даниелян, Эдгар выронил и разбил собственную скрипку. Экзамен сдавал на чужом инструменте, который был значительно больше прежнего, что вдвойне усложняло задачу. После успешной сдачи маме юного виртуоза рекомендовали серьёзно заняться музыкальным образованием сына, разглядев в нём потенциального первоклассного классического скрипача.
3. В начале карьеры Эдгар, прекрасно разбирающийся в электричестве и технике, готовился к выступлениям подручными средствами. Он переписывал аранжировки с аудиокассет на мини-диски, а микрофоном, подзвучивающим инструмент, для скрипача стал обыкновенный наушник, подключённый в микрофонный разъём колонки.
4. Поводом для знакомства с Любовью Успенской послужил бокал шампанского, который от волнения, пролил на платье звезды Эдгар. В качестве «наказания» певица предложила сыграть в её концертной программе.